# تبدیل هاف

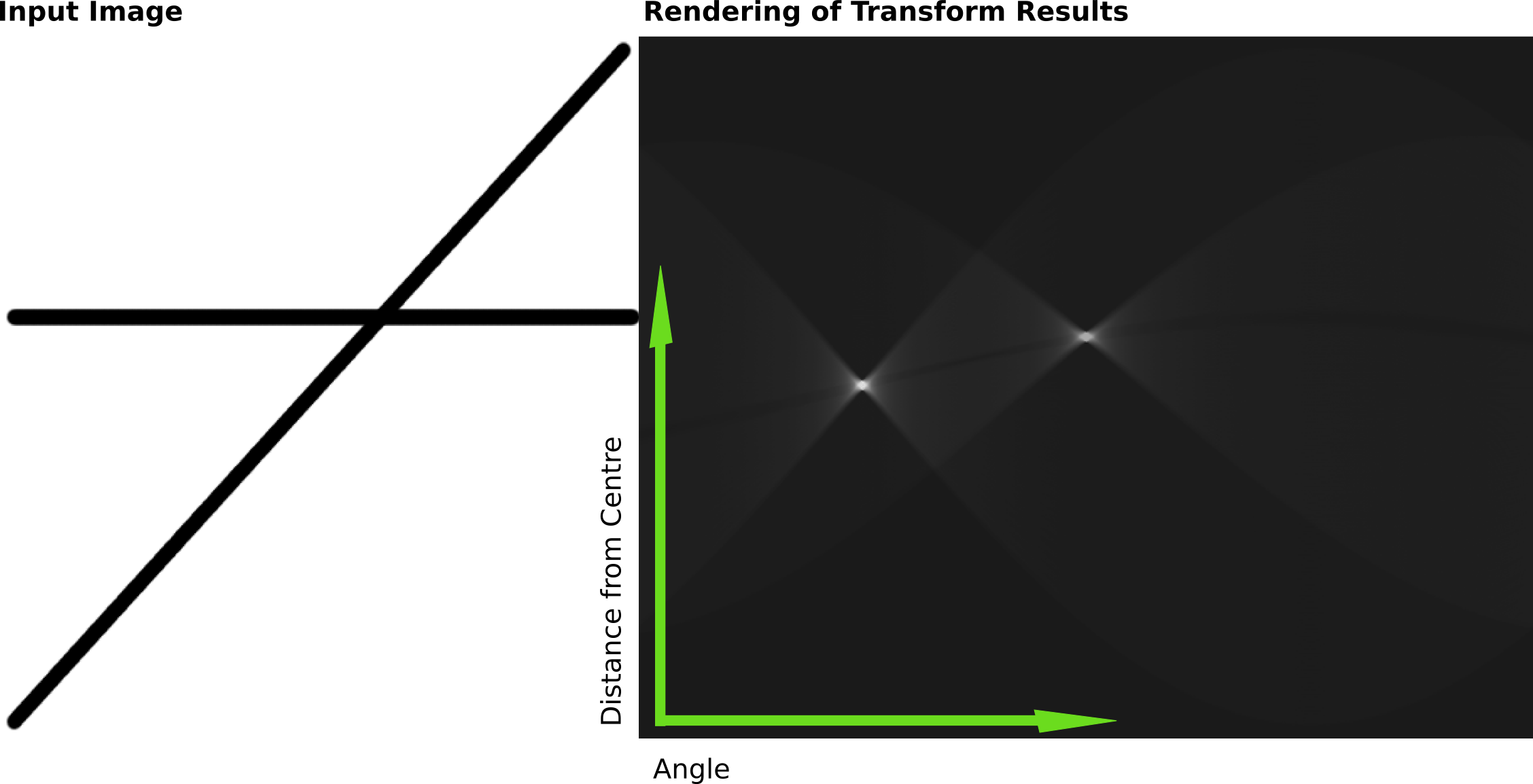
استفاده از تبدیل هاف برای تشخیص خط مستقیم. نقاط پررنگ نشان دهنده موقعیت خطوط در تصویر هستند.

تبدیل هاف (به انگلیسی: Hough transform) روشی برای استخراج ویژگی‌ها در آنالیز تصاویر، بینایی رایانه‌ای یا بینایی ماشین و پردازش تصویر دیجیتال است. این روش در یک تصویر به دنبال نمونه‌هایی از یک الگو می‌گردد. این نمونه‌ها ممکن است کامل نباشند و همچنین تا حدی دچار اعوجاج شده باشند. به عنوان نمونه از کاربردهای این روش می‌توان به تشخیص وجود خط مستقیم در یک تصویر اشاره کرد.